# 曲妥珠单抗
曲妥珠單抗（通用名，國際非專利藥品名稱：Trastuzumab，商品名：赫賽汀（中國大陸及港澳）、賀癌平（台灣），羅氏Roche藥廠生產）是一種作用於人類表皮生長因子受體II的單株抗體，主要用於治療某些HER-2陽性乳癌。

## 作用機轉
大約有20-30%的乳癌會有HER-2過度表現的現象。HER-2是細胞膜上的一種接受器，與人類表皮生長因子EGF有高度專一性。當EGF與HER-2結合後，會造成HER-2的雙聚體化，進而引發自體磷酸化而傳遞細胞內訊息傳遞，最後維持正常的細胞生長與分裂。當HER-2過度表現，細胞會因過度刺激而造成不正常的快速生長，最終造成癌症發生。
賀癌平為人源化的單株抗體，能以高專一性與HER-2接受器結合，阻止EGF與HER-2再結合，進而延緩癌細胞生長。研究亦指出，賀癌平亦能降低癌細胞表面HER-2的表現。同時，賀癌平也有抑制腫瘤血管新生的作用。
單株抗體能誘發體內免疫作用，包括抗體依賴型細胞毒殺作用與補體毒殺作用，進而造成被單株抗體辨識的目標細胞死亡。研究已證明賀癌平主要殺死癌細胞的方式，乃來自於有效地引發抗體依賴型細胞毒殺作用與補體毒殺作用之關係。

## 治療前評估
只有在HER-2過度表現的時候，賀癌平才能反映出藥效。就算是HER-2表現過低的早期乳癌，賀癌平的治療也可能會徒勞無功。
臨床醫師通常會根據病理切片的結果，評估乳癌病人HER-2的表現量，來決定是否應該使用賀癌平。病理切片常規檢驗方法是利用免疫組織化學染色法來評估HER-2表現量，一般定為四級：0與1+為HER-2陰性，2++為HER-2偽陽性，3+++則為HER-2陽性。然而免疫染色檢測呈現0、1+與2++的病患仍有17%實際上是HER-2過度表現的。此時可利用荧光原位雜交或聚合酶鏈鎖反應來進一步確認。

## 臨床試驗成果
- 在全球39國，共5090名HER-2陽性乳癌患者，為期三年的臨床實驗證實，患者的整體存活率提高34%，並減少50%再復發機率。

## 副作用
- 賀癌平最主要的副作用在於對心臟的影響，尤其心肌細胞上亦有HER-2表現，因此賀癌平可能會因此影響心臟功能。經統計，約有2-7%使用賀癌平的病人會出現心臟方面的問題，包括高血壓、動脈栓塞、鬱血性心衰竭或左心室博出分率降低。一般建議心博速率低於50的病人不建議使用賀癌平。
- 其他副作用包括出血、白血球降低、腹痛、腹瀉、食慾降低、口腔黏膜破損、胃出血、噁心、無力、頭痛、肌肉疼痛等，皆可使用藥物控制不適症狀。